# Il terrore del circo
Il terrore del circo (Charlie Chan at the Circus) è un film del 1936 diretto da Harry Lachman con il personaggio di Charlie Chan, interpretato da Warner Oland.

## Trama
Charlie Chan riceve la possibilità di portare gratis al circo tutta la famiglia (lui, la moglie e i 12 figli) grazie a uno dei proprietari del circo, il direttore Joe Kinney; questi vuole in realtà che Chan scopra chi gli manda lettere minatorie anonime; Kinney è tutt'altro che popolare, quindi tutti sono sospettabili; Chan va a trovarlo durante lo spettacolo serale ma l'uomo è morto, all'apparenza ucciso da un gorilla inferocito che chissà come è scappato dalla gabbia.
Il tenente Macy della polizia assume la direzione delle indagini, e Charlie collabora con l'aiuto del figlio maggiore Lee, più interessato in verità alla contorsionista Su Toy, ma senza successo; su consiglio di Chan, Macy consente al circo di continuare il tour, mentre i tre lo seguiranno da vicino; durante il trasferimento in treno, Chan viene quasi ucciso da un cobra.
Qualcuno tenta di scassinare la cassaforte del circo senza successo; Macy trova un certificato di matrimonio secondo cui Kinney aveva sposato in Messico la guardarobiera Nellie Farrell; ma la fidanzata del morto, la trapezista Marie Norman, sostiene di poter provare che la rivale non fosse in Messico il giorno segnato sul documento; prima che possa fornire una prova, subisce un attentato: qualcuno spara ad una corda del trapezio e la donna cade a terra, ferita gravemente ma viva.
Viene chiamato un dottore, però Chan sostiene che sia meglio non spostarla, e convince il dottore ad operarla sul posto; Chan chiede a tutti il silenzio assoluto e l'evacuazione dell'area circostante, per non distrarre l'equipe medica. Intanto l'investigatore ha notato un articolo di giornale su una rapina, commessa in un casinò proprio il giorno del supposto matrimonio di Kinney; così manda il figlio Lee a telefonare alla polizia per ottenere la descrizione dei criminali; tornando Lee vede un uomo colpire l'agente che guardava il gorilla presunto assassino e liberare l'animale; il ragazzo aggredisce l'uomo ma ha la peggio e viene stordito.
Il gorilla entra nella tenda dove si svolge l'operazione e prova a causare guai; però sia il gorilla che l'operazione sono falsi; i dottori sono poliziotti che sparano al gorilla, ovvero un costume indossato da Tom Holt, l'incantatore di serpenti del circo; questi aveva rapinato il casinò con Kinney, ma i due soci litigarono sulla spartizione del bottino, e Holt uccise Kinney mascherando l'omicidio con la fuga del gorilla dalla gabbia; il certificato di matrimonio è un falso, creato da Nellie Farrell e suo fratello Dan per cercare di ottenere la metà di proprietà del circo, e anche loro vengono arrestati. Charlie Chan ottiene l'ingresso gratis a vita per la sua famiglia; poi vede Lee legare con Su Toy e si chiede se anche i suoi possibili nipoti potranno vedere il circo.

## Distribuzione
In Italia il film fu distribuito nel 1937 con un doppiaggio i cui dati non sono noti. È stato ridoppiato dalla Rai per il ciclo Charlie Chan - Giallo su giallo a cura di Nedo Ivaldi. Rino Mencuccini ha diretto la nuova versione su dialoghi di Leo Chiosso e Sergio D'Ottavi. Non essendo più disponibile la colonna internazionale, le musiche sono state composte ex novo da Gino Peguri.